# Наср I
Наср I (помер у серпні 892) — емір Саманідської держави, син Ахмада ібн Асада.

## Правління
Після смерті батька Наср успадкував Самарканд і певну частину Мавераннахру. Він відрядив свого брата Ісмаїла захопити Бухару, яку нещодавно розграбували війська Хорезму. Місто відкрило перед ним свої ворота, після чого Ісмаїл став у ньому намісником Насра. У 875 році халіф офіційно визнав Насра I еміром Мавераннахра і прислав до Самарканду спеціальний указ про це. З цього часу Наср ібн Ахмад починає карбування срібних монет (дирхемів) зі своїм ім'ям.
Проте невдовзі через суперечки щодо розподілу коштів між братами виник конфлікт, який 888 року завершився на користь Ісмаїла. Але навіть після перемоги Ісмаїла Наср залишався правителем, якого визнавали сусіди. Разом з тим Наср не мав реальної влади. Таке становище збереглось до смерті останнього 892 року.